# Brooklyn Italians
El Brooklyn Italians es un equipo de fútbol de los Estados Unidos que juega en la National Premier Soccer League.

## Historia
Fue fundado en el año 1949 en la ciudad de Brooklyn, Nueva York y es recordado como uno de los equipos más exitosos a nivel semi-profesional en los Estados Unidos. Fue fundado por John DeVivo, un inmigrante italiano que vivía en la ciudad originalmente como miembro de la Metropolitan Soccer League en la década de los años 50, aunque después se unió a la American Soccer League. Han tenido varios nombres a lo largo de su historia, los cuales han sido: Inter-Brooklyn Italians, al fusionarse con su rival de ciudad, el Inter SC; Boca Juniors, como el equipo argentino, Palermo Football Club; Brooklyn Dodgers como el equipo de baseball del pasado hasta 1991, cuando regresaron a su nombre original.
Durante varios años estuvo con regulares participaciones en la National Challenge Cup, campeón de liga 2 veces. Se unieron a la National Premier Soccer League en la Temporada 2010.
A nivel internacional ha participado en 3 torneos continentales, donde su mejor participación ha sido en la Copa de Campeones de la Concacaf del año 1980, en la que fueron eliminados en la Segunda ronda por el Cruz Azul de México.

## Palmarés
- National Challenge Cup: 2

1979, 1991

## Participación en competiciones de la Concacaf
- Copa de Campeones de la Concacaf: 2 apariciones

1980 - Segunda ronda
1982 - abandonó en la Primera ronda
1991 - Primera ronda
- Recopa de la Concacaf: 1 aparición

1991 - Primera ronda

## Jugadores

### Jugadores destacados
- Amr Aly
- Carlos Bustamante
- Mirsad Huseinovic
- Germain Iglesias
- Ernest Inneh
- Juan Carlos Osorio
- Vadim Ivanyushchenko
- Carlos Jaguande
- Peter Millar
- Brent Sancho
- Mike Windischmann

## Entrenadores Desde 2009
- Joe Barone (2009–2010)
- Tony Noto (2010–2011)
- Lucio Russo (2011–Presente)